# 三合乡 (蒲城县)
三合乡是中国陕西省渭南市蒲城县下辖的一个乡。

## 行政区划
三合乡下辖以下行政区：
三合村、扬庄村、花王村、西曹村、高家村、谢家村、义龙村、畏山村、赵山村、武家村、齐家村、北刘村、巷刘村、后泉村、十里铺村、白家渠村